# Le Coup de l'escalier
Pour plus de détails, voir Fiche technique et Distribution.
Le Coup de l'escalier (titre original : Odds Against Tomorrow) est un film américain réalisé par Robert Wise, sorti en 1959.

## Synopsis
Dave Burke, ancien policier licencié injustement, décide de préparer un cambriolage dont le plan semble facilement réalisable. Pour cela, il a besoin d'Earle Slater, un ancien soldat ne réussissant pas à retrouver sa place dans la société, et de Johnny Ingram, un chanteur noir criblé de dettes. Mais Slater est un raciste et Ingram est réticent à l'idée de sombrer dans la criminalité.

## Fiche technique
- Titre français : Le Coup de l'escalier
- Titre original : Odds Against Tomorrow
- Réalisation : Robert Wise
- Scénario : Abraham Polonsky (sous le nom de John O. Killens) et Nelson Gidding d'après le roman de William P. McGivern
- Décors : Leo Kerz
- Costumes : Anna Hill Johnstone
- Photographie : Joseph C. Brun
- Montage : Dede Allen
- Musique : John Lewis
- Production : Robert Wise ; Harry Belafonte (coproducteur) ; Phil Stein (producteur associé)
- Société de production : HarBel Productions
- Société de distribution : United Artists
- Pays d'origine :  États-Unis
- Langue : anglais
- Format : Noir et blanc — 35 mm — 1,37:1 — Son : Mono (RCA)
- Genre : Drame, policier, thriller
- Durée : 96 minutes
- Dates de sortie :
  - États-Unis : 15 octobre 1959
  - France : 29 janvier 1960

## Distribution
- Harry Belafonte (VF : Georges Aminel) : Johnny Ingram
- Robert Ryan (VF : Claude Bertrand) : Earle Slater
- Shelley Winters (VF : Claire Guibert) : Lorry
- Ed Begley (VF : Jacques Berlioz) : Dave Burke
- Gloria Grahame : Helen
- Will Kuluva (VF : Stéphane Audel) : Bacco
- Kim Hamilton : Ruth Ingram
- Mae Barnes (VF : Mona Dol) : Annie, la chanteuse dans le bar
- Richard Bright : Coco
- Carmen De Lavallade : Kittie
- Lew Gallo (VF : Serge Sauvion) : Moriarty
- Paul Hoffman (VF : Henry Djanik) : Garry
- Fred J. Scollay (VF : Jean Amadou) : Ed Connoy
- Lois Thorne : Edie Ingram
- Wayne Rogers (VF : Jean-Pierre Duclos) : le soldat dans le bar
- Zohra Lampert : la fille dans le bar
- Allen Nourse (VF : Albert Montigny) : Melton
- Diana Sands : l'hôtesse du club (non créditée)

## Genèse et changement de la fin originelle
Dans l'histoire originelle, le raciste et le noir finissaient par s'entraider, mais cela ressemblait trop au dénouement de La Chaîne de Stanley Kramer sorti peu de temps avant. Le racisme est donc montré ici sous son côté le plus destructeur. « Le racisme est le sujet de Odds against tomorrow, a expliqué Robert Wise. C’est Harry Belafonte qui m’a contacté pour que je réalise le film car sa compagnie en possédait les droits et il avait déjà développé un scénario. Je me suis senti très concerné par ce thème. À la fin du script original et du roman, le blanc et le noir, au lieu de s’entretuer, devenaient amis. Cela ressemblait trop à The Defiant ones (La chaîne, avec Tony Curtis et Sidney POITIER). Pourquoi ne pas dire que la  "haine détruit » ? ai-je demandé à Harry. Et j’ai changé le dénouement. Je ne suis pas sûr d’avoir eu raison, mais le film bénéficie d’une bonne atmosphère. »

## Postérité
Jean-Pierre Melville se vantait d'avoir vu ce film 120 fois. Il était un de ses préférés,.